# Abrus wittei
Abrus wittei är en ärtväxtart som beskrevs av Baker f. Abrus wittei ingår i Paternosterbönssläktet, och familjen ärtväxter. Inga underarter finns listade i Catalogue of Life.